# Pauline Hopkins
Pauline Elizabeth Hopkins (Portland, 1859 - Cambridge, 13 de agosto de 1930) foi uma proeminente escritora, jornalista, dramaturga, historiadora e editora afro-americana. É considerada uma pioneira no uso do romance para explorar temas sociais e raciais pertinentes de sua época. Seu trabalho foi de grande influência nos escritos de W. E. B. Du Bois.

## Biografia
Pauline nasceu em Portland, no estado do Maine, em data incerta de 1859. Era filha de Benjamin Northup e Sarah Allen, que se mudaram para Boston quando Pauline era ainda pequena. Seu pai Benjamin era bastante influente em Providence, Rhode Island por suas conexões com políticos locais e sua mãe Sarah era de Exeter, New Hampshire. Escritos da própria Pauline apontam que, apesar de Benjamin ser seu pai biológico, ela se refere a William Hopkins como seu pai, de onde vem seu sobrenome.
Tanto Benjamin quando William eram pessoas bem conhecidas no círculo político da região, com parentes bem próximos nas duas famílias. Antes de William entrar na vida de Sarah, ela foi casada brevemente com Benjamin. Sarah entrou com o divórcio de Benjamin por infidelidades da parte dele e a corte foi favorável a Sarah para romper o matrimônio e seguir com sua vida. Pouco tempo depois, ela conheceu William Hopkins, com quem se casou logo depois e o casal se tornou um modelo de casal afroamericano para a emergente classe média de Boston.
Desde pequena, Pauline tinha o incentivo dos pais, especialmente de William, de alcançar seus objetivos e realizar seus sonhos. Em 1874, após terminar o ensino médio em um colégio apenas para moças, Pauline já demonstrava inclinação para a literatura. Entrou em um concurso de ensaios, promovido pela Congregational Publishing Society de Boston, fundada pelo ex-escravo, escritor e dramaturgo William Wells Brown. O ensaio de Pauline, intitulado Evils of Intemperance and Their Remedy, focava nos efeitos da intemperança. Ao longo do ensaio, ela pedia aos pais que adotassem uma postura e controlassem a educação social na vida de seus filhos. Lá ela ganhou o primeiro prêmio junto com dez dólares em ouro e foi homenageada pelos juízes em nome de suas excelentes habilidades de escrita.
Pauline logo começou a chamar atenção. Jornalista, atriz, editora, romancista, cantora, sua figura começou a aparecer em críticas em jornais e revistas da época. Em março de 1877, ela participou de sua primeira atuação dramática na peça "Pauline Western, the Belle of Saratoga". Atuou em diversas peças, todas recebendo críticas positivas. Foi apenas a partir de 1900 que ela começou a focar na escrita e na literatura.

## Carreira
Seu primeiro trabalho conhecido e publicado foi a peça Slaves’ Escape; or, The Underground Railroad, depois renomeada e revisada para Peculiar Sam; or, The Underground Railroad), que foi encenada pela primeira vez em 1880. O conto "Talma Gordon", publicado em 1900, é tido como a primeira história de mistério afroamericana. Pauline tratava em seus enredos dos diversos desafios do povo negro norte-americano, como o racismo, a violência de raça e a brutalidade generalizada do pós-Guerra de Secessão. Esses temas apareceram em seu primeiro romance, Contending Forces: A Romance Illustrative of Negro Life North and South, publicado em 1900.
Entre 1901 e 1903 ela publicou três livros: Hagar's Daughter: A Story of Southern Caste Prejudice, Winona: A Tale of Negro Life in the South and Southwest e Of One Blood: Or, The Hidden Self. Algumas vezes, ela utilizava o pseudônimo de Sarah A. Allen. Pauline começou a construir uma reputação e uma fama a partir de 1900 e como resultado, lhe foi oferecido um cargo no corpo diretor da Revista The Colored American. Sua escrita e sua participação na redação ajudou a aumentar o número de assinaturas e a levantar fundos para a revista. Tais funções a ajudaram a entrar no mundo literário.
Seu trabalho também começou a ser notado por outros escritores negros da época, como Charles W. Chesnutt, Paul Laurence Dunbar e Sutton E. Griggs. Entre as mulheres, Pauline é considerada uma das mais produtivas e prolíficas de sua época. Of One Blood: Or, The Hidden Self é um dos últimos livros escritos por Pauline. Além de considerada uma grande e prolífica escritora, era também uma editora de renome na primeira década do século XX. Of One Blood: Or, The Hidden Self foi publicado de forma seriada na revista The Colored Americanentre novembro e dezembro de 1902 e janeiro de 1903 enquanto ela era editora. Vários elementos do livro foram comparados com Fausto, de Goethe.
Of One Blood: Or, The Hidden Self, tido como o primeiro livro de ficção científica escrito por uma afroamericana, conta a história de Reuel Briggs, estudante de medicina que não se importa em ser negro ou apreciar a história africana em uma época de profundo racismo e discriminação nos Estados Unidos, mas acaba na Etiópia em uma viagem arqueológica. Seu motivo é saquear os tesouros perdidos do país, que ele de fato encontra. No entanto, Reuel descobre muito mais do que esperava: a dolorosa verdade sobre sangue, raça e a metade de sua história que nunca foi contada. Hopkins escreveu o romance com a intenção de "tocar no estigma que degradava da raça negra". O título "Of One Blood" refere-se ao parentesco biológico de todos os seres humanos.
De 1905 em diante, Pauline permaneceu ativa e visível na comunidade literária. Publicou um panfleto nessa época, chamado “A Primer of Facts Pertaining to the Early Greatness of the African Race and the Possibility of Restoration by Its Descendents” (Uma cartilha de fatos relativos à grandeza primitiva da raça africana e a possibilidade de restauração por seus descendentes). Esteve presente no centenário William Lloyd Garrison, em Boston, marcando sua proeminência na comunidade ativista-intelectual da cidade. Pouco se sabe de sua carreira durante os 25 anos restantes de sua vida. Em 1916, Pauline e o editor da revista The Colored American, Walter Wallace, começaram uma nova revista, chamada New Era. As duas únicas edições incluíam um conto em duas partes de Pauline. Acredita-se que ela tenha produzido, editado e participado de muitos eventos, sendo ativa no meio intelectual da cidade.

## Morte
Pauline passou seus últimos anos trabalhando como estenógrafa no Instituto de Tecnologia de Massachusetts. Ela morreu em 13 de agosto de 1930, aos 71 anos, em Cambridge, devido a queimaduras que sofreu quando sua casa pegou fogo. Seu corpo foi sepultado no Cemitério de Cambridge.

## Legado
Mesmo com todo o racismo da sociedade norte-americana e os preconceitos sociais recorrentes, Pauline foi ouvida e ajudou a elevar a voz da comunidade negra, fazendo-os conhecer sua própria história. Ela temia represálias por suas ações e falas, mas também sabia que era necessário lutar pelos direitos dos negros dos Estados Unidos. Outros intelectuais da época acreditavam na força e na ousadia de seus escritos e muitos a tomaram como exemplo para suas próprias carreiras.

## Livros publicados
- Slaves’ Escape; or, The Underground Railroad. 1880.
- Contending Forces: A Romance Illustrative of Negro Life North and South[8]. 1900.
- "Talma Gordon". Publicado em série na The Colored American Magazine.1900.
- Hagar's Daughter: A Story of Southern Caste Prejudice[5]. Publicado em série na The Colored American Magazine. 1901–02.
- Winona: A Tale of Negro Life in the South and Southwest[9]. Publicado em série na The Colored American Magazine. 1902–03.
- Of One Blood: Or, The Hidden Self. Publicado em série na The Colored American Magazine. 1903.